# Super Mario Odyssey
Super Mario Odyssey (スーパーマリオ オデッセイ Sūpā Mario Odessei?) es un videojuego de plataformas de 2017 desarrollado y publicado por Nintendo para la Nintendo Switch. Una entrega de la serie Super Mario, sigue a Mario y a su nuevo aliado Cappy, un sombrero con consciencia en su viaje por diversos reinos para salvar a la Princesa Peach de los planes de matrimonio forzado de Bowser, su némesis. A diferencia de la jugabilidad lineal de entregas anteriores, el juego regresa a la jugabilidad de plataformas 3D principalmente abierto que aparece en Super Mario 64 y Super Mario Sunshine.
En el juego, Mario explora varios reinos y recolecta Power Moons escondidas dentro de ellos, que se utilizan como fuente de combustible para impulsar una aeronave conocida como Odyssey para viajar a nuevos lugares. La función principal de Cappy es la habilidad de "capturar", permitiendo que Mario posea enemigos y otros objetos, ayudándolo a resolver acertijos y progresar en el juego. Después de completar el modo historia principal, se pueden desbloquear otros reinos posteriores al juego, así como un minijuego adicional, "Luigi's Balloon World". El juego admite multijugador y realidad virtual con un kit de realidad virtual de Nintendo Labo.
Desarrollado por la división de Planificación y Desarrollo de Entretenimiento de Nintendo, el juego entró en desarrollo en 2013, poco después del lanzamiento de Super Mario 3D World. Se sugirieron varias ideas durante el desarrollo y, para incorporarlas, todo el equipo decidió emplear un estilo de juego sandbox. A diferencia de entregas anteriores como Super Mario 3D Land y Super Mario Run, que estaban dirigidas a un público más informal, el equipo diseñó Super Mario Odyssey para atraer un poco más a los principales fanáticos de la serie. El juego también incluye dos temas musicales con voz, "Jump Up, Super Star!" y "Break Free (Lead The Way)".
Super Mario Odyssey fue lanzado el 27 de octubre de 2017 con gran éxito, con elogios por su inventiva, originalidad y por mejorar los conceptos introducidos en juegos anteriores de Mario. Ha sido citado como uno de los mejores videojuegos jamás creados. El juego ganó varios premios y vendió 29 millones de copias hasta el 31 de marzo de 2025, lo que lo convierte en uno de los juegos de Switch más vendidos.

## Argumento
El juego comienza con una historia típica de otros títulos de la serie Mario. El villano Bowser secuestra a la Princesa Peach, pero esta vez con el propósito específico de casarse con ella. Al principio, Mario es derrotado y pierde su sombrero rojo. Pronto, el héroe se encuentra con un sombrero fantasma llamado Cappy, quien le ofrece su ayuda. Su hermana Tiara también fue secuestrada, quien la quiere usar como corona para Peach, y el fantasma sugiere que se unan para encontrar y derrotar a Bowser.
Los héroes comienzan a viajar alrededor del mundo, siguiendo los pasos del villano en el barco volador «Odyssey», se dan cuenta de que el villano ha estado devastando los reinos locales y robando sus objetos más valiosos en preparación para su boda, por ejemplo, un vestido de novia del Reino de los Lagos o un pastel del Reino de las Nieves. Mientras el héroe lo busca alcanzar, una pandilla de liebres Broodals se interpone en su camino. Mario debe luchar contra cada uno de ellos y restablecer el orden en los reinos.
Al final, Mario llega al objetivo final: a la luna, para interrumpir la ceremonia de boda y la princesa Peach. Supera al villano en la batalla final, y la rescata de la mazmorra que se derrumba y toma posesión del cuerpo de Bowser. Entonces aprovecha el momento para proponerle matrimonio a la Princesa Peach, pero al mismo tiempo Bowser intenta hacer lo mismo. Comienzan a competir entre sí, invadiendo sin tacto su espacio personal y la princesa ofendida rechaza la oferta de ambos, con la intención de regresar a la Tierra con el Odyssey. Mario va con ella, mientras que el villano se queda en la luna.

## Jugabilidad
Super Mario Odyssey es un videojuego de plataformas en el que el jugador controla a un personaje llamado Mario y viaja a través de diferentes mundos llamados «Reinos» usando un barco volador en forma de sombrero llamado «Odyssey». Los reinos en sí mismos son vastos mundos abiertos para explorar, similares a Super Mario 64. Las ubicaciones están repletas de cachés, acertijos y niveles ocultos. Al resolverlos, recibe las llamadas «Energiluna», con el que puedes aumentar la autonomía de vuelo del Odyssey y abrir el acceso a nuevos mundos. Cuando llega por primera vez al siguiente reino, se encuentra en un estado de declive tras la invasión de Bowser. Debe derrotar a los secuaces del villano y restablecer el orden en el reino. Para hacer esto, debes pasar por varias misiones principales y luego luchar contra los jefes, sus secuaces. Después de eso, el orden regresa al reino y el usuario obtiene acceso a nuevas tareas ocultas. Las Energiluna también se pueden obtener en las peleas de jefes. Mientras explora los rincones de cada mundo, se puede reemplazar las banderas colocadas por Bowser con las suyas propias. Sirven como puntos de guardado, puede moverse instantáneamente entre ellos a través del menú del mapa.
Mario viaja con un compañero fantasma llamado Cappy, que ha tomado la forma del sombrero rojo perdido de Mario, siguiendo las huellas dejadas por Bowser. Puede atacar a los oponentes con el sombrero, usarlo como una plataforma temporal y establecer un control temporal sobre otros personajes u objetos. En el título, dicha mecánica se llama «capturar». En este punto, Mario, con la ayuda de la magia de Cappy, pierde su cuerpo físico y toma el control del cuerpo de otro personaje, lo que le permite al jugador controlarlo directamente. El NPC controlado está indicado por el sombrero y el bigote del protagonista. Además del control directo, obtiene acceso a las habilidades únicas de este NPC, como una mayor fuerza física, mayor rango de salto, la capacidad de disparar proyectiles, respirar bajo el agua, nadar en lava, etc. Te permite jugar temporalmente como personajes de la serie, como Goomba, Bullet Bill, Hammer Bro, Cheep Cheep y otros. Se requiere el sombrero para completar muchos niveles. En total, el jugador puede usar unos cincuenta tipos diferentes. Con la ayuda de Cappy, puedes abrir puertas, recoger monedas, tirar de palancas, limpiar la superficie de líquidos venenosos, etc. No hay límite de vida, Mario muere después de ser atacado tres veces o caer en un abismo/lava. Para la muerte, toma diez monedas de Mario y vuelve al último punto de guardado. Se puede seleccionar un «modo de asistencia» para jugadores inexpertos, lo que aumenta la cantidad de puntos de salud de tres a seis. En este modo, caer en un abismo o líquido mortal resulta en la pérdida de un punto de salud, no en la muerte.
Hay dos monedas: monedas amarillas y una moneda local morada, pero con una forma diferente para cada reino. Se pueden usar para comprar atuendos temáticos y recuerdos para Odyssey, y la local se puede usar para comprar artículos locales que están disponibles para comprar solo en un reino en particular. El videojuego está disponible tanto en modo para una persona como en modo cooperativo para dos jugadores, donde dos jugadores pueden controlar a Mario y Cappie. Odyssey también tiene una cámara incorporada que le permite tomar fotografías con filtros y pegatinas. Se puede escanear las figuras de Mario, Peach y Bowser Amiibo en Nintendo Switch para desbloquear habilidades especiales y disfraces exclusivos, disponibles solo después de que haya recolectado varias Energilunas. Se pueden usar otros Amiibo para obtener pistas para encontrar Energilunas.

### Mundos

Mapa del Reino Arbolado, que oculta un total setenta y seis Energilunas, veintiocho de las cuales solo son accesibles tras completar la historia principal.

Todos los reinos son mundo abierto donde el jugador puede encontrar la entrada a ubicaciones ocultas separadas, niveles típicos del género de plataformas. En ellos, debe saltar sobre plataformas, superar obstáculos y resolver acertijos. Algunos niveles son 2D y siguen el estilo visual del Super Mario Bros. original. El acompañamiento musical en este punto será reemplazado por un arreglo de 8 bits. Cada mundo tiene su propio tema y condiciones climáticas. Por ejemplo, el Reino de Arena, o Tostarena, es un vasto valle desértico en el que se encuentran las ruinas de una antigua civilización desconocida. El Reino Arbolado está salpicado de bosques y edificios industriales, habitados por robots que cultivan flores. En el Reino del Lago, habitado por sirenas, la mayor parte del viaje se lleva a cabo bajo el agua, como en el Reino Ribereño, donde debe explorar las extensiones submarinas de los arrecifes de coral. En el Reino de Bowser, debe escalar mucho en los macizos muros de los baluartes. El juego presenta el Reino Perdido, una isla perdida en aguas venenosas donde es mortal nadar, el Reino de la Nieve, ubicado en el permafrost o el Reino del Sombrero, el primero en el camino del jugador, habitado por fantasmas y hogar de Cappie. La ciudad de New Dong City destaca por su realismo, está salpicada de edificios rascacielos, tiene muchas referencias al videojuego Donkey Kong. Los reinos están habitados por varias especies sensibles y enemigos. El Reino Lunar tiene una gravedad reducida, lo que hace que el personaje salte mucho más lento y más alto. Después de que salva a la Princesa Peach, de desbloquea el Reino Champiñón, donde se encuentra el castillo de la princesa. El usuario puede abrir varias ubicaciones ocultas más en la Luna después de la entrega principal al obtener suficientes Energilunas.

## Desarrollo

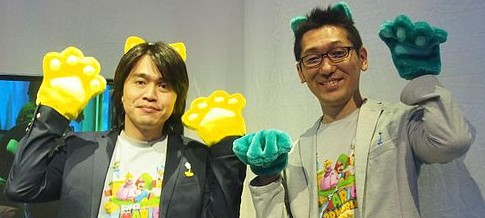
Yoshiaki Koizumi (izquierda) y Koichi Hayashida (derecha) en 2013, ambos fueron productores del juego.

El desarrollo de Super Mario Odyssey fue llevado a cabo por la división Entertainment Planning & Development de Nintendo con el apoyo de 1-UP Studio, Inc.. Los productores fueron Yoshiaki Koizumi y Koichi Hayashida, quienes anteriormente produjeron Super Mario 3D World. Koizumi admitió que el CEO de la empresa, Shigeru Miyamoto, le dio al equipo una libertad casi total (él determina si permite que se cree un título en particular y controla el proceso de desarrollo). Su creación comenzó en el otoño de 2013 y duró tres años y medio. Al principio, los propios desarrolladores no sabían a qué consola estaría destinado y permitieron su lanzamiento en la Wii U.
Mario Odyssey forma parte de la serie Super Mario, que incluye, por ejemplo, Super Mario 3D World o Super Mario Galaxy. Yoshiaki Koizumi participó en la creación de estas entregas. Los desarrolladores notaron que los juegos de Super Mario fueron diseñados para sorprender a los jugadores, y Odyssey haría lo mismo agregando mecánicas e ideas divertidas. No estaba dirigido a usuarios ocasionales, sino a un público aficionado y a los admiradores de los juegos de acción.
Miyamoto señaló que los desarrolladores querían «volver a las raíces» y mencionó que los últimos títulos 3D de Mario lanzados ofrecían una jugabilidad más tradicional con progresión lineal. Con Odyssey, los creadores están revisando el concepto de exploración introducido por última vez en Mario Sunshine (2002). El productor, sin embargo, notó que los usuarios que jugaban Sunshine en GameCube se quejaban de problemas con la cámara, por lo que los desarrolladores prestaron especial atención a los controles de la cámara para que fueran fluidos y fáciles de usar. Planearon agregar muchas referencias nostálgicas a títulos antiguos de la serie.

### Diseño
El desarrollo comenzó con la creación de muchos prototipos de mecánicas, y Motokura propuso usarlas todas en un juego: una caja de arena virtual. La jugabilidad terminó enfocándose más en la exploración del mundo abierto en lugar de la jugabilidad lineal habitual de la franquicia, lo que hizo que se pareciera más a Super Mario 64 (1996) o Super Mario Sunshine (2002). Koizumi luego propuso la idea de controlar el movimiento mediante controladores Joy-Con. Señaló que lanzar un objeto era la mejor idea, ya que los desarrolladores querían que el objeto tuviera una asociación familiar con el jugador y una conexión con Mario. Luego se decidieron por una gorra del personaje. Luego se propuso la mecánica de «Captura», que permite usar un sombrero para establecer temporalmente control sobre personajes no jugadores, incluidos los hostiles, el resto se desarrolló teniendo en cuenta esta habilidad. Al mismo tiempo, se suponía que Odyssey, como parte de la franquicia Mario, debía contener elementos de humor. Un usuario que coge un gamepad debería empezar inmediatamente a disfrutarlo.
La idea principal a futuro era la posibilidad de viajar libremente entre diferentes reinos y recolectar allí «lunas de energía». Según Motokura, el título ha sido desarrollado de tal manera que el jugador pudiera explorar constantemente los mundos y jugar sin interrupción tanto como quisiera, y esto no afectaría el desarrollo de la historia. Los desarrolladores querían que se ejecutara siempre a sesenta fotogramas por segundo.
La «intensidad» [del juego] era el lema del equipo. Se propuso hacer que los mundos abiertos no fueran demasiado extensos, pero sí llenos de detalles, niveles y tareas. Koizumi los comparó con un parque de títulos virtual, que ofrece muchos elementos en un área limitada. Este enfoque es lo opuesto a sus mundos de las entregas de Zelda, donde el usuario debe pensar en cómo llegar a un punto en particular. Según la idea de Odyssey, algo interesante está frente al él y de alguna manera puede interactuar con ello. Los niveles fueron diseñados para que pudieran completarse de diferentes maneras. Todas las ubicaciones se crean intencionalmente de forma no lineal, para que el propio jugador piense en cómo sortear tal o cual obstáculo, experimentando con movimientos o pensando en soluciones. En los mundos hay muchas misiones secundarias, al completarlas puedes avanzar en la trama principal. El reino del desierto destaca del resto por su escala especial. Esta es la primera ubicación creada, donde el equipo probó inicialmente varias mecánicas.
Si bien los títulos anteriores de Mario en 3D estaban diseñados para jugarse en consolas domésticas, con el desarrollo de Odyssey, los desarrolladores tuvieron que considerar la posibilidad de jugar en modo portátil; todavía sentían que era importante que pudiera jugarse frente a una pantalla de televisión. Para el modo hogareño, introdujeron la capacidad de controlar mediante joy-cons, y en este modo hay más interacciones disponibles para motivar a jugar frente al televisor. En cuanto al modo portátil, además de las misiones y niveles principales, se han agregado muchas misiones secundarias que se pueden completar en 2-3 minutos. El juego se puede jugar tanto en sesiones largas como cortas. Este enfoque de desarrollo es generalmente exclusivo de Nintendo, ya que hasta hace poco el enfoque del diseño de títulos para consolas domésticas y portátiles era fundamentalmente diferente. El juego Breath of the Wild, actualmente en desarrollo, también se estaba desarrollando para jugar en casa y en consolas portátiles. Koizumi sugirió que en el futuro esta línea será completamente borrada.
Se agregó un modo cooperativo para dos jugadores debido a la posibilidad de que dos jueguen con joy-cons independientes. Esta posibilidad fue considerada desde el principio del desarrollo. Al principio, a los creadores les preocupaba que fuera demasiado difícil para los niños debido a la cámara, pero luego estudiaron el título Minecraft, que es popular entre ellos a pesar de tener una cámara que gira libremente.

### Historia y personajes
Según el productor Koizumi, la historia no juega un papel importante, como en otros juegos de Mario, pero es capaz de proporcionar experiencias emocionales y motivación al jugador. La historia sigue la tradición de Super Mario Bros. — donde la princesa Peach es secuestrada por el villano Bowser y el héroe Mario debe encontrarla y salvarla. Los desarrolladores notaron que una así siempre causaba una fuerte resonancia emocional entre los jugadores, motivándolos a completarlo. Era importante que encajara en el contexto, los creadores mencionaron a Super Mario Galaxy como no el mejor ejemplo, ya que el título no explicaba por qué envió a Mario al espacio. Cuando se le preguntó sobre la ampliación del papel de los personajes femeninos en los videojuegos, Koizumi calificó a la Princesa Peach como muy fuerte, mencionándola como un personaje de lucha en las entregas de Super Smash Bros., pero justificó el desarrollo de la trama diciendo que «se puede secuestrar a cualquiera». Aunque ofrece una trama típica de la serie, los desarrolladores optaron por profundizar un poco más en la historia y revelar a los personajes. En ese momento surgió la idea de una boda y el secuestro de la novia. El equipo estaba especialmente preocupado por la reacción de los usuarios ante Bowser en traje de boda.
Los desarrolladores decidieron trabajar cuidadosamente las expresiones faciales de Mario, que ahora reacciona ante diversas situaciones y peligros y, en general, muestra diferentes emociones. Cappy se convirtió en un personaje de pleno derecho un poco más tarde, después de que se desarrolló la mecánica de lanzar sombreros, los desarrolladores quisieron presentar un compañero para el protagonista. Propusieron la idea de una figura mágica (un hada, un duendecillo con sombrero o un pájaro mágico) que influiría en el diseño del Reino del sombrero, realizado, por ejemplo, al estilo del valle de las hadas. Como resultado, los creadores decidieron convertirlo en un fantasma; para darle un motivo para viajar con Mario, a los creadores se les ocurrió la historia de Bowser secuestrando a su hermana Tiara. El arte conceptual inicial también incluía la idea de que la Princesa Peach estuviera bajo el control de Bowser a través de un candado, y en este punto adquiriera algunas de sus características físicas, como cabello rojo y garras. Esto mismo despertó un mayor interés entre los aficionados de la franquicia, que se apresuraron a comparar dicho personaje con Bowsette, una versión femenina no canónica de Bowser, dotada de los rasgos externos de la Princesa Peach. Pauline trajo elementos familiares de la serie a la ubicación demasiado extraña de New Dong City para el universo. Este personaje apareció originalmente en el juego Donkey Kong. En Odyssey, se convirtió en alcaldesa de la ciudad. Pauline, a diferencia de otros residentes de la ciudad, que tienen una anatomía humana realista, se parece más en apariencia a la Princesa Peach y, desde un punto de vista visual, actúa como un puente entre la ciudad y su universo.
La pandilla de liebres Brudley se creó a partir de la idea de introducir un equipo de jefes: los subordinados más cercanos del villano Bowser. Los desarrolladores partieron de la presencia requerida de cuatro personajes, pero durante mucho tiempo no pudieron decidir sobre su apariencia. En el arte conceptual inicial, se suponía que eran koopas, como el propio Bowser, y se consideraron otras especies de reptiles, incluido un elenco exclusivamente femenino. Al final, decidieron convertirlas en liebres para contrastarlas visualmente con los koopas. Su madre, Madame Broods, está presente en el juego y, de hecho, es la líder de la pandilla.

### Mundos de juego
Los desarrolladores buscaron encajar la mecánica en el contexto del universo y la historia. Por lo tanto, los reinos presentados fueron creados desde el principio teniendo en cuenta la introducción de determinadas mecánicas. Por ejemplo, la idea de crear el Reino de las Nieves surgió después de buscar un lugar donde se pudiera implementar la mecánica de una superficie resbaladiza. Según Kenta Motokura, las localizaciones tocaron temas de viajes y lo inesperado. El jugador puede comprar recuerdos locales de cada reino para poder formar vínculos con esos lugares. Dado que cada reino es un mundo abierto, los desarrolladores los llenaron de pequeños detalles y elementos que enfatizan la diversidad. Al crear las ubicaciones, se inspiraron en sus propios viajes, crearon diferentes ubicaciones y experimentaron, observando cómo Mario podía interactuar con entornos inusuales.
El Reino del sombrero refleja estéticamente una atmósfera oscura, aunque la ubicación en sí, como introducción al juego, ofrece acertijos de baja dificultad diseñados para familiarizar al jugador con las mecánicas y los controles básicos. El Reino de la cascada nació de la idea de representar montañas, catarata y paisajes naturales salvajes. La abundancia de fósiles que hacen referencia a especies extintas, incluidos los dinosaurios, pretende evocar en el usuario una sensación de nostalgia romántica por el pasado lejano. Al crear un reino desértico con ruinas, los desarrolladores se inspiraron en la cultura de México y Mesoamérica. Nintendo envió específicamente a sus empleados a la costa de la Riviera Maya para estudiar las ruinas de la desaparecida civilización maya. Inicialmente, los diseñadores querían conectar la ubicación desértica con motivos de Oriente Medio y las ruinas del Antiguo Egipto, en esta etapa se propuso la idea de una pirámide invertida voladora. El Reino de los Lagos está lleno de motivos artísticos del reino submarino, sus edificios están construidos al estilo de la arquitectura griega antigua. El reino forestal se crea a partir de contrastes: naturaleza y ubicación industrial. Según la historia de fondo, en esta zona funcionaba una fábrica, pero algo sucedió y los robots que quedaron allí decidieron organizar el cultivo de flores, convirtiendo los espacios vacíos en campos de flores. El Reino Perdido inicialmente pretende dar la impresión de un lugar inhóspito y peligroso, pero con el tiempo el jugador se da cuenta de que se ha encontrado en un mundo exótico con una fauna inusual y una mecánica interesante.
Al crear mundos, los desarrolladores prestaron especial atención a New Dong City. De todos los demás mundos, esta ciudad destaca por su estilo inusual para los estándares del universo de Mario. La metrópoli se creó a imagen del antiguo Manhattan, el distrito central de la ciudad estadounidense de Nueva York. En el arte conceptual inicial, los residentes de la ciudad eran anatómicamente similares a Mario, pero al final decidieron darles a los residentes proporciones corporales realistas; pretendieron que esto fuera uno de los elementos inesperados del título. Shigeru Miyamoto señaló sarcásticamente que él personalmente expresó su preocupación por las reacciones de los usuarios ante personas «normales», mucho más altas que el protagonista, y sus saltos por todos lados.
El reino de la nieve está creado a imagen de paisajes polares y permafrost. La ciudad subterránea local, habitada por focas inteligentes, los «Ozyabtsy», se refiere a la arquitectura nórdica antigua, y su cultura se refiere a los inuit y los rusos. El Reino Culinario se creó originalmente como un lugar de volcán con lava. Sin embargo, los promotores quisieron preservar el encantador entorno y decidieron conectar el lugar con un tema culinario. Este mundo es completamente opuesto a la realista Megalópolis y está creado de la manera más brillante posible y en un estilo minimalista de dibujos animados. El reino de Bowser se refiere a la cultura, la arquitectura japonesa o, más precisamente, a los castillos japoneses, en el lugar hay, por ejemplo, estatuas de Jizo o enemigos similares a los demonios Oni. La superficie de la luna está deliberadamente desierta para transmitir una sensación de soledad; este espacio está realzado por una enorme iglesia de estilo gótico. El mundo natal de Mario y el punto final del viaje: el Reino Champiñón a diferencia de los otros mundos, está hecho en un estilo familiar para los jugadores de las entregas de Mario, siendo de hecho una copia de una ubicación del juego Super Mario 64 y está destinado a evocar un sentimiento de nostalgia entre los viejos fanáticos.

## Música y actuación de voz

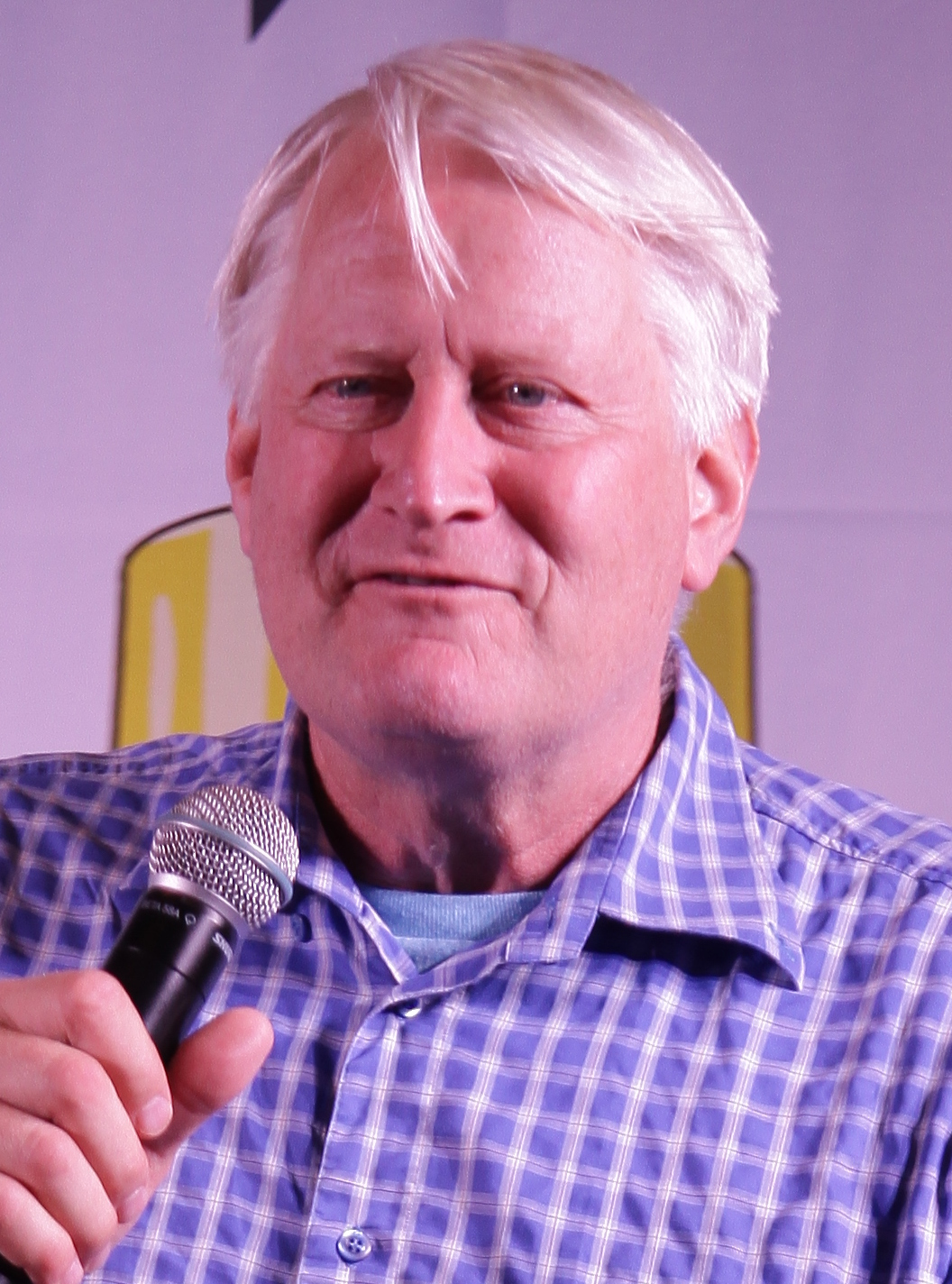
Charles Martinet interpretó la voz de Mario en el juego

El personaje principal, Mario fue interpretado por Charles Martinet. Es conocido por expresar a protagonista, Luigi, Wario y otros personajes de la serie Mario desde la década de 1990. La música de fondo ha sido compuesta por Koji Kondo, Naoto Kubo y Shiho Fujii. La música orquestal es interpretada por la Orquesta Filarmónica de Tokio bajo la dirección del director Taizo Takemoto.
Kubo señaló que el objetivo principal era que la melodía reflejara plenamente la diversidad geográfica y cultural de los lugares por los que viaja Mario. Algunos lugares, como el Reino de la cascada, están acompañados de música orquestal para enfatizar la sensación de aventura y primitivismo. Para muchas pistas, se eligieron instrumentos étnicos para reflejar la autenticidad cultural de ciertos mundos, por ejemplo, se utilizaron la mandolina italiana, la Kena, una flauta india sudamericana, o los tambores taiko japoneses. En el reino de Bowser, se tocan melodías tradicionales japonesas de festivales, como para celebrar la próxima boda del villano. Los compositores, además de trabajar en música orquestal, compusieron canciones de diversos géneros, como la música étnica irlandesa, la bossa nova o el rock. El acompañamiento musical del Reino del Bosque se realiza al estilo de los sonidos del grupo: rock japonés de los años 1960. Kubo inicialmente no planeaba usar este género y usó una melodía similar como experimento durante el desarrollo, pero a otros desarrolladores les gustó mucho cómo se combinaron los paisajes del reino forestal con la música rock antigua.
Cuando los creadores trabajaron en varios efectos de sonido, a menudo los recrearon utilizando medios improvisados, por ejemplo, el rugido del Tyrannosaurus rex se creó a partir del sonido de las placas de metal al frotarse. Se utilizaron juguetes de baño para crear efectos de sonido para el Reino de la playa. Cuando los desarrolladores estaban trabajando en la historia del personaje Pauline, le atribuyeron su amor a la música jazz. Con el tiempo se convirtió en cantante y Odyssey presenta la primera canción vocal de la serie Mario, «Jump Up Super Star!». Estuvo compuesta por Naoto Kubo y contó con la voz en inglés por Kate Higgins. Higgins originalmente cantó la canción y luego le dio voz al personaje. La versión japonesa ha sido interpretada por la cantante Aimi Mukohara. El estribillo de la armonía es intencionalmente simple para que puedas recordarlo fácilmente y comenzar a cantar. La versión japonesa del texto se escribió por Nobuyoshi Suzuki y la versión en inglés fue escrita por Rob Tandstall y Rob Heiret. El final de la historia va acompañado de la canción vocal de Higgins: «Break Free (Lead the Way)». Sus compositores fueron Koji Kondo, Shiho Fujii y Koji Kondo.
En diciembre de 2017, Nintendo lanzó doce pistas en iTunes en todo el mundo. En 2018 en Japón, Being Inc. se lanzó una edición de cuatro discos que incluía 136 pistas. Esta edición contiene pistas vocales en japonés, inglés y versiones instrumentales, así como comentarios de los desarrolladores.
| Personaje      | Doblador         |
| -------------- | ---------------- |
| Mario          | Charles Martinet |
| Princesa Peach | Samantha Kelly   |
| Bowser         | Kenny James      |
| Cappie         | Shohei Komatsu   |
| Pauline        | Kate Higgins     |

## Promoción y lanzamiento

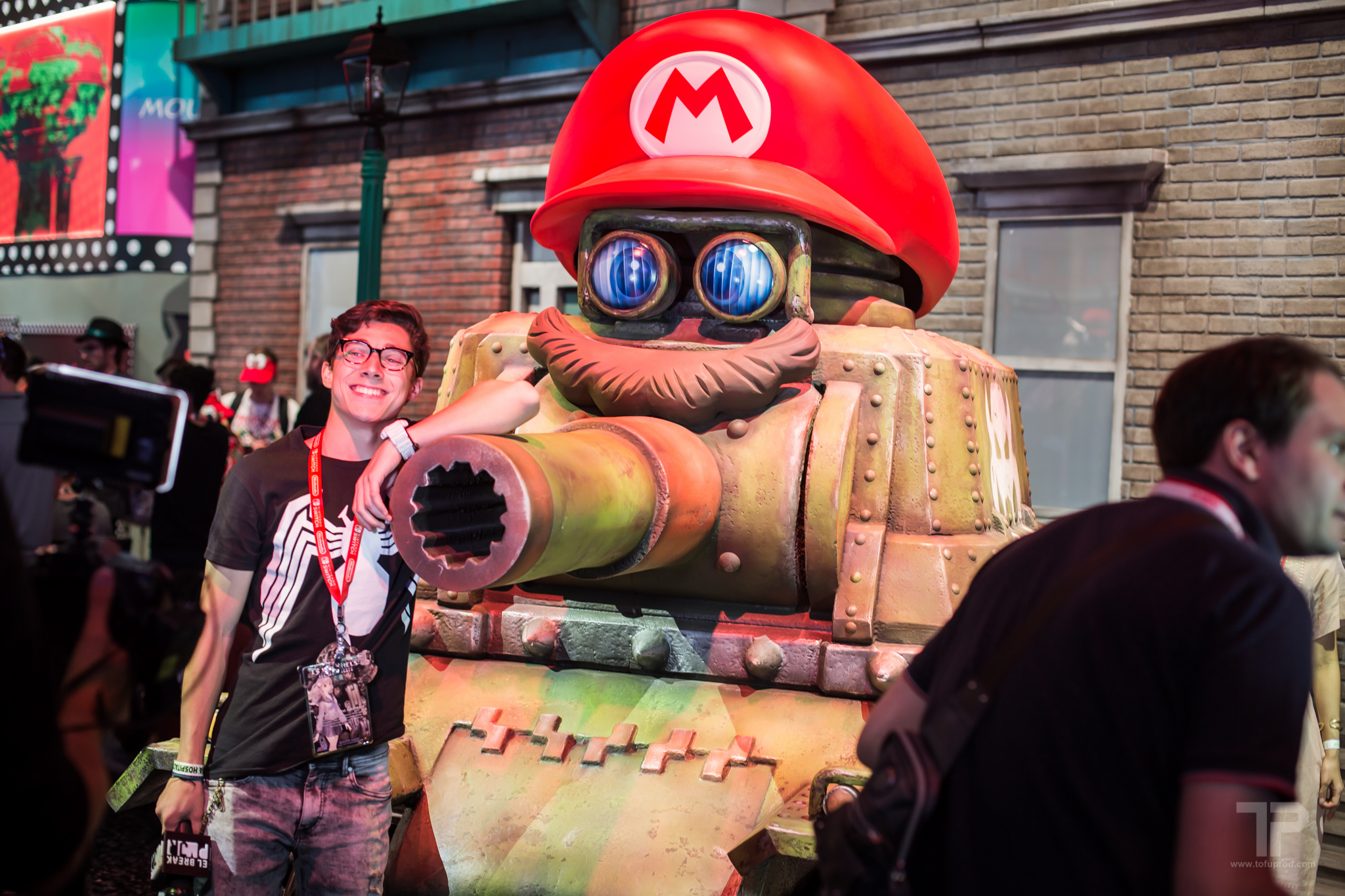
Maqueta del tanque «abofeteado» de Odyssey en el E3 2017

El juego se anunció por primera vez para Nintendo Switch junto con un avance en 2016. Odyssey se anunció como uno de los primeros títulos exclusivos para la nueva consola, junto con The Legend of Zelda: Breath of the Wild, Splatoon 2 y otros. La jugabilidad se demostró en la E3 2017, donde también se mostró un modelo de New Dong City; los visitantes pudieron jugar una versión de demostración en quioscos improvisados. La demo de Odyssey es la presentación más popular y ha sido votada como Mejor Show en el E3. Incluso entonces, los jugadores y los periodistas elogiaron la entrega por su abundancia de acertijos y la oportunidad de explorar el mundo abierto. Se mostró más tarde en la Comic-Con de 2017 y la Gamescom. Dos semanas antes del lanzamiento, Nintendo lanzó un vídeo promocional estilo teatro de Broadway con actores en vivo y un personaje animado de Mario. La canción del anuncio pronto se lanzó en iTunes y se convirtió en uno de los cuarenta sencillos más vendidos en los Estados Unidos.
El juego se lanzó el 27 de octubre de 2017 junto con figuras Amiibo de Mario, la Princesa Peach y Bowser vestidos de novia. La fecha de lanzamiento coincidió con varios otros lanzamientos importantes, como Wolfenstein II: The New Colossus. Nintendo ha lanzado una edición limitada que incluye un código de descarga digital, una Nintendo Switch, Joy-Cons de color Cappy y una bolsa para la consola. Odyssey es el primer título de la serie con calificación E10+ en los EE. UU., lo que significa que para niños mayores de diez años, los juegos anteriores tenían una calificación E, es decir, para todos. No se explicó el motivo de esta decisión.
En diciembre del mismo año, Nintendo, como parte de un acuerdo de asociación con la empresa de alimentos Kellogg's, lanzó en los Estados Unidos una edición limitada de cereal para el desayuno: Super Mario Cereal. La parte posterior de la caja presentaba una etiqueta NFC que podía escanearse para recibir contenido exclusivo, similar a escanear figuras Amiibo. Nintendo posicionó la caja de cereal como parte de su línea.
El 21 de febrero de 2018, se lanzó una actualización gratuita que agregaba un minijuego con Luigi: el jugador debe esconder la pelota en un lugar abierto en treinta segundos o puede buscar pelotas ocultas por otros usuarios. También muestra una tabla de clasificación para los jugadores que han encontrado la mayor cantidad de canicas. El 25 de abril de 2019, como parte de una actualización, se agregó soporte de realidad virtual para hacerlo compatible con los juguetes de Nintendo Labo. Junto con esta actualización, se agregó un minijuego donde Mario debe contratar músicos y obtener instrumentos para ellos completando tareas que requieren recolectar partituras.

### Ventas
A los tres días de su lanzamiento, había vendido dos millones de copias en todo el mundo, de las cuales más de 500 000 se vendieron en Japón. En el Reino Unido, se convirtió en el segundo juego más vendido después de Assassin's Creed Origins, que se lanzó el mismo día. Odyssey se convirtió en el título de Mario más vendido en EE. UU. y Europa. Vendió aproximadamente 1,1 millones de copias en los Estados Unidos en cinco días. Según NPD Group, ha sido el juego más vendido en octubre de 2017 y el más vendido de 2017 en el mercado de Amazon. En diciembre de 2018, había vendido 9,07 millones de copias en todo el mundo, lo que convirtió en la entrega de Nintendo Switch más vendido hasta la fecha. Tatsumi Kimishima, expresidente de Nintendo, expresó la esperanza de que Odyssey siga siendo «imperecedero» y tenga demanda en el mercado de los videojuegos durante mucho tiempo. En marzo de 2021, vendió 21,95 millones de copias en todo el mundo y es el sexto título más vendido en Nintendo Switch.

## Recepción
El juego recibió excelentes reseñas por parte de los críticos de juegos, con una puntuación media de 97 sobre 100 según el agregador Metacritic, que a partir de 2021, lo sitúa en el puesto veintiuno de la lista de los videojuegos más valorados y en el segundo lugar entre Juegos para Nintendo Switch después de Breath of the Wild.
Los críticos han calificado a Mario Odyssey como una obra maestra, el mejor título de su generación, el más inusual y el mejor de la franquicia de Mario desde Super Mario 64 (1996). Los periodista han señalado las claras similitudes de género de Odyssey con el juego: ambos ofrecen una progresión no lineal y espacios abiertos para explorar. Mario 64 fue la primera entrega que te permitía rotar la cámara y jugó un papel clave en la popularización de los videojuegos con mundos de exploración en 3D.
Mario Odyssey logró reinventar la jugabilidad propuesta en 64 y ofrecer tanto el diseño de niveles no lineal como las grandiosas ubicaciones de Super Mario Galaxy con mecánicas originales. El crítico de Eurogamer creía que logró sacudir la franquicia inactiva desde Super Mario Sunshine (2002) y Super Mario 64 (1996). Sin embargo, hizo una reserva de que todos los juegos de la franquicia Mario mantienen un alto estándar de calidad, incluido New Super Mario Bros., Super Mario 3D Land y 3D World, pero todos se basan en la mecánica tradicional de la serie y su rica herencia de franquicia. Hacen que Odyssey se sienta caótica y extraña. Chris Carter de Destructoid señaló de manera similar que debido a la fama de la franquicia Mario, muchas personas tienden a colocar por error cada lanzamiento de una nueva entrega en un pedestal, pero lo merece. Christopher Bird de The Washington Post lo calificó como el más divertido de 2017 y la mejor prueba de lo divertidos que son los juegos de ordenador.
Odyssey ha sido comparado con otro éxito de Nintendo de 2017, The Legend of Zelda: Breath of the Wild. Se ha argumentado que ambos lograron fortalecer una vez más la posición de la empresa en la industria de los juegos de computadora con el lanzamiento de Nintendo Switch. Oli Welsh de Eurogamer señaló por separado que a pesar de los obvios paralelismos entre estos dos títulos, son completamente opuestos. Si Zelda encarna la tradición, el orden y la gracia, entonces Odyssey es diversión y caos, donde la tradición existe sólo para ser subvertida.
Los críticos han notado que a pesar de su jugabilidad inusual, está lleno de nostalgia y referencias de fanservice a videojuegos anteriores de la serie. Esto se aplica particularmente a los niveles 2D integrados, diseñados al estilo del Super Mario Bros. original (1985). Según los analíticos, atraerá a los viejos fanáticos, ya que podrá despertar en ellos un sentimiento nostálgico de los días en que jugaban a Mario 64, Sunshine, Super Mario World y ofrecer algo nuevo. El editor de Polygon señaló que, si bien es probable que Nintendo lance muchos juegos de la franquicia en el futuro, Odyssey será recordado como uno de los mejores ejemplos de la franquicia.

### Género y mundo del juego
Los críticos elogiaron a Odyssey por sus mundos más grandes en la serie Mario. Aunque para los estándares de otros juegos de mundo abierto, estas ubicaciones no son tan grandes. Sin embargo, los elogiaron por su cuidadoso diseño, atención al detalle y abundancia de niveles y misiones ocultas. Como señaló un crítico de Forbes: «En Super Mario 64 había que recolectar 120 estrellas y su mundo parecía enorme, en Odyssey puedes encontrar alrededor de 1000 lunas». Explorar el espacio no es correr sin sentido para recolectar lunas, sino un enfoque lógico y creativo con las opciones más inusuales, desde saltos rápidos hasta encontrar la pista musical adecuada o controlar un tiranosaurio. Esta característica será reconocida por las personas que jugaron 64 o Sunshine. Los periodista han notado que los jugadores pueden regresar a diferentes lugares una y otra vez e, incluso después de muchas horas, descubrir nuevos acertijos y niveles ocultos. Esto garantiza un placer constante al explorar su entorno. Aunque el pasaje de la historia principal no dura más de quince horas, una exploración completa de todos los lugares requerirá mucho más tiempo, más de cincuenta horas. Esto sorprendió gratamente a algunos críticos.
Lo anterior lo convierte en un típico sandbox virtual y en el primer verdadero juego de aventuras de la serie. Como señaló un representante de Destructoid, no «te toma de la mano», lo que te obliga a vagar sin rumbo a veces y solo te da pistas vagas. Sin embargo, en una entrega prácticamente sin muerte, esto funciona bastante bien. A primera vista, Odyssey parece ser un género que se aleja claramente de los juegos típicos de Mario. Por lo tanto, al principio, los fanáticos de la serie pueden sentirse decepcionados y necesitarán tiempo para acostumbrarse a los mundos abiertos y no lineales. Sin embargo, todavía está lleno de elementos típicos de Mario y ofrece muchos minimundos ocultos, similares a los niveles de plataformas habituales, y que sirven como agradables descansos entre la exploración de espacios abiertos. El editor Giant Bomb lo calificó como un videojuego de plataformas e incluso mejor que todos los demás de la serie.
Los críticos han elogiado por combinar con éxito numerosas mecánicas con la capacidad de superar varios obstáculos de diferentes maneras. Según los analíticos, los diseñadores de niveles pensaron en todas las formas posibles de superar los obstáculos, recompensando con más monedas a los usuarios que pensaban que habían «roto» el juego. Los críticos lo han comparado con una caja de juguetes virtual o un patio de títulos virtual, señalando que no importa cuánto tiempo pase un jugador explorando un lugar, aún puede encontrar algo nuevo allí o un nivel oculto.

### Jugabilidad
Los críticos elogiaron a Mario Odyssey por su alta calidad y la cantidad de material que proporcionó. Eurogamer señaló que los juegos normalmente implican un equilibrio entre cantidad y calidad, como Super Mario 3D World, que era uno excelente en sí mismo pero ofrecía mucho menos material. Aunque la franquicia Mario tiene ahora treinta años, Odyssey, como todos los de la serie, logra mantener un alto nivel y ofrecer una jugabilidad innovadora.
Un representante de IGN lo calificó como simple. A diferencia de la filosofía de adaptarse, sobrevivir o morir de Breath of the Wild, jugar a Odyssey se trata principalmente de explorar el mundo que te rodea. La mayoría de las batallas contra jefes no son particularmente difíciles y la muerte tiene consecuencias mínimas con la pérdida de diez monedas. Por lo tanto, el jugador rara vez pierde el progreso.
Los revisores apreciaron principalmente la mecánica única del «captura», que te permite establecer temporalmente control sobre personajes que no son usuarios. Philippo Collard, de Polygon, señaló que, por extraño que parezca, para Mario, que ha sido golfista, corredor y viajero en el tiempo en entregas anteriores, se siente natural. Esta mecánica parece simple a primera vista, pero hace que sea muy diverso, te permite controlar docenas de personajes diferentes con sus propias habilidades y métodos de movimiento únicos, cambia las reglas y mirar los niveles desde una nueva perspectiva. Un crítico de Forbes lo llamó no sólo una reinvención, sino un «avance», complementado con grandes mundos abiertos. Algunos críticos apreciaron la oportunidad de golpear a un Tyrannosaurus o a viejos enemigos de la serie como Kusalkin encadenado, Bullet Bill o Goomba.
Los analíticos  lo elogiaron por otros elementos de juego, como la abundancia de niveles de plataformas ocultos con una variedad de mecánicas y formas de evitar obstáculos o la combinación del videojuego clásico en 2D con 3D.  IGN los comparó con niveles 2D similares de A Link Between Worlds y la capacidad de ver un mundo 2D en la superficie de objetos 3D es más impresionante que las ideas más ambiciosas de Super Mario Maker. Sin embargo, el crítico consideró que los fases 2D eran demasiado cortos.

### Historia y estilo artístico
Los críticos calificaron la trama típica de la franquicia Mario, no original, pero encantadora a su manera. El editor de The Guardian dijo irónicamente que otro secuestro de la princesa Peach es tan inevitable como los impuestos y la muerte. Un representante de Polygon señaló que a pesar de la sencilla resolución del argumento, cada uno de los mundos presentados encaja perfectamente con el desarrollo de la historia, donde Bowser roba los detalles para su boda. Un crítico de The Washington Post expresó su decepción, cansado de que Nintendo ofrezca la misma historia una y otra vez. Sin embargo, esta deficiencia se compensa sobre todo con la jugabilidad innovadora, que es el punto fuerte de la serie Mario. El crítico de The Guardian elogió el sombrero de compañía de Cappy y lo calificó como el elemento más inusual.
Los periodistas elogiaron a Odyssey por sus mundos, calificándolos de detallados, hermosos y distintos entre sí. Al mismo tiempo, que utiliza hábilmente las características ambientales de cada mundo para ofrecer acertijos y mecánicas únicas. La experiencia visual se complementa con música orquestal épica similar a Super Mario Galaxy, que destaca por su dinamismo y personalidad.
Algunos analíticos recomendaron jugar Odyssey a través de una pantalla de televisión para que el usuario pudiera disfrutar plenamente de los componentes visuales y musicales, a pesar de las características limitadas de Nintendo Switch. Game Revolution lo llamado junto con el otro éxito de Nintendo, Breath of the Wild, prueba de que un gran estilo visual no significa necesariamente gráficos ultrarrealistas.
Por otra parte, se sintieron atraídos por una ciudad llamada New Dong City por su realismo demasiado detallado, que no encaja con el estilo artístico establecido de las entregas de la serie. Un representante de IGN elogió la ubicación y calificó su nivel final como el pináculo de la diversión de los juegos. Eurogamer calificó la ciudad como un desastre estético, como si los desarrolladores se hubieran inspirado en un título inédito de Dreamcast y lo acusó de carecer de un estilo artístico coherente. Algunos vieron en el mundo culinario un replanteamiento visual de los niveles de lava propios de la franquicia.

### Controles
Los controles recibieron reseñas mixtas: algunos críticos lo elogiaron por su abundancia de movimientos y saltos variados, incluso más refinados desde Super Mario Galaxy. La capacidad de combinar diferentes movimientos y saltos te permite llegar a plataformas de difícil acceso incluso en situaciones que requieren que tomes el mando de otros personajes, sin embargo, en esta situación el nivel de dificultad aumenta considerablemente, sin embargo, esto es adecuado para jugadores a quienes les gusta jugar en un alto nivel de dificultad. Algunos comentaristas calificaron los controles de los botones como demasiado complicados, en particular debido a la necesidad de combinar la presión de hasta tres botones en un orden claro, lo cual, sin embargo, no es tan crítico, ya que es flexible casi siempre ofrece soluciones para lograr el objetivo.
Muchos periodistas criticaron los controles por requerir que algunas acciones se realicen utilizando los controles de movimiento de los joy-cons separados. De lo contrario, los mandos son limitados, excepto cuando el usuario puede jugar usando el Pro Controller. Un crítico de Forbes se quejó de que sus movimientos a menudo eran mal reconocidos, lo que hacía que los niveles difíciles y las peleas contra jefes fueran difíciles de completar. Sin embargo, el control de movimiento, según algunos analíticos, sigue siendo mucho más sencillo que utilizar botones. Algunos críticos, sin embargo, notaron que los controles de movimiento han mejorado desde los juegos de Mario en Wii.
Algunos comentaristas juzgaron la cámara, señalando que puede tomar ángulos inusuales durante los saltos y no puede seguir el movimiento del personaje controlado, decepcionando al jugador en los momentos más críticos, por ejemplo, durante una batalla contra un jefe. Un representante de The Guardian elogió específicamente el modo para dos personas, que simplifica enormemente la mecánicas, mientras que un crítico de Giant Bomb lo calificó de inútil, especialmente para el usuario que controla a Cappy.

### Calificaciones y premios
Entertainment Weekly y Giant Bomb clasificaron a Mario Odyssey en segundo lugar entre los mejores juegos de 2017, EGMNow y GamesRadar+ lo clasificaron en cuarto lugar entre los veinticinco mejores títulos de 2017 y Eurogamer y Polygon lo clasificaron como el tercer mejor videojuego del año. Ars Technica nombró a Odyssey como el mejor del año, mientras que The Verge lo nombró uno de los mejores quince juegos de 2017. Según los resultados de la votación de los editores y lectores de la revista Game Informer, ha sido reconocido como el mejor entrega de plataformas del año, y también fue nominado como «juego del año» y «mejor título de Nintendo». IGN lo clasificó como la segunda mejor exclusiva de Nintendo Switch en 2021 y lo calificó como uno de los principales candidatos para los padres que buscan presentar los videojuegos a sus hijos pequeños.
La entrega recibió el premio «Mejor videojuego para Switch» en los premios Juego del año 2017 otorgado por Destructoid. Recibió premios que incluyen «Mejor título de plataformas» y «Mejor banda sonora original» en los premios Best of 2017 de IGN, donde el juego fue nominado en las categorías «Juego del año» y «Mejor videojuego en Switch». Mario Odyssey fue nominado como «Entrega minorista de Switch del año» y «Juego del año» en un proceso de votación realizado por los lectores y editores de la revista Nintendo Life. Odyssey ganó el Título del Año de la Academia Nacional de Críticos de Videojuegos, y los premios «Mejor Juego de Plataformas», «Mejor Juego de Nintendo» y «Título del Show» en Best of E3 de IGN.
| Año  | Premios                                  | Categoría                           | Resultado | Ref.            |
| ---- | ---------------------------------------- | ----------------------------------- | --------- | --------------- |
| 2017 | Game Critics Awards                      | Mejor juego de aventuras            | Ganador   | [ 171 ]         |
| 2017 | Game Critics Awards                      | Mejor juego de consola              | Ganador   | [ 171 ]         |
| 2017 | Game Critics Awards                      | Mejor actuación                     | Ganador   | [ 171 ]         |
| 2017 | Premios Golden Joystick                  | Juego del año de Nintendo           | Nominado  | [ 172 ] [ 173 ] |
| 2017 | Premios Golden Joystick                  | Juego del año                       | Nominado  | [ 172 ] [ 173 ] |
| 2017 | The Game Awards 2017                     | Juego del año                       | Nominado  | [ 174 ]         |
| 2017 | The Game Awards 2017                     | Mejor dirección de juego            | Nominado  | [ 174 ]         |
| 2017 | The Game Awards 2017                     | Mejor acompañamiento musical        | Nominado  | [ 174 ]         |
| 2017 | The Game Awards 2017                     | Mejor diseño de audio               | Nominado  | [ 174 ]         |
| 2017 | The Game Awards 2017                     | Mejor juego de aventuras            | Nominado  | [ 174 ]         |
| 2017 | The Game Awards 2017                     | El mejor juego para la familia      | Ganador   | [ 174 ]         |
| 2018 | 21.ª edición anual de los premios DICE   | Juego del año                       | Nominado  | [ 175 ] [ 176 ] |
| 2018 | 21.ª edición anual de los premios DICE   | Juego de aventuras del año          | Nominado  | [ 175 ] [ 176 ] |
| 2018 | 21.ª edición anual de los premios DICE   | Logro destacado en diseño de juegos | Nominado  | [ 175 ] [ 176 ] |
| 2018 | 21.ª edición anual de los premios DICE   | Logro destacado en diseño de sonido | Ganador   | [ 175 ] [ 176 ] |
| 2018 | Premios de juegos SXSW                   | Logro en SFX                        | Ganador   | [ 177 ] [ 178 ] |
| 2018 | Premios de juegos SXSW                   | Logro en acompañamiento musical     | Nominado  | [ 177 ] [ 178 ] |
| 2018 | Premios de juegos SXSW                   | Logro en animación                  | Nominado  | [ 177 ] [ 178 ] |
| 2018 | Premios de juegos SXSW                   | Logro en el juego                   | Nominado  | [ 177 ] [ 178 ] |
| 2018 | Premios de juegos SXSW                   | Videojuego del año                  | Nominado  | [ 177 ] [ 178 ] |
| 2018 | Game Developers Choice Awards            | Mejor diseño                        | Nominado  | [ 179 ] [ 180 ] |
| 2018 | Game Developers Choice Awards            | Juego del año                       | Nominado  | [ 179 ] [ 180 ] |
| 2018 | Kids' Choice Awards 2018                 | Juego favorito del año              | Nominado  | [ 181 ] [ 182 ] |
| 2018 | Premios BAFTA de Videojuegos             | El mejor juego                      | Nominado  | [ 183 ] [ 184 ] |
| 2018 | Premios BAFTA de Videojuegos             | Familia                             | Ganador   | [ 183 ] [ 184 ] |
| 2018 | Premios BAFTA de Videojuegos             | Diseño de juego                     | Ganador   | [ 183 ] [ 184 ] |
| 2018 | Teen Choice Awards                       | selección de juego                  | Nominado  | [ 185 ] [ 186 ] |
| 2018 | Premios para adolescentes de BBC Radio 1 | El mejor juego                      | Nominado  | [ 187 ]         |

### Influencia
Super Mario Odyssey, junto con The Legend of Zelda: Breath of the Wild, batieron récords de ventas, convirtiéndose en los juegos más vendidos de Nintendo en ese momento. En 2018, uno de cada dos propietarios de Nintendo Switch poseía una copia de Odyssey, Breath of the Wild o Mario Kart 8 Deluxe. Su lanzamiento coincidió con el resurgimiento de la industria del título japonesa.
La ubicación de New Dong City, que destaca por su estilo hiperrealista en el contexto del universo «caricaturizado» de Mario, despertó un mayor interés entre los jugadores. Esto ha llevado a teorías en broma sobre quién es realmente Mario y si la palabra «fontanero» no es una profesión, sino una designación para una raza de duendes/gnomos de este universo. También fue elogiado por los fanáticos de la serie desde hace mucho tiempo, señalando que estaba lleno de referencias a los videojuegos de la franquicia de los años 80. Sin embargo, la capacidad de usar el sombrero para controlar personajes ha causado controversia en Internet sobre cuán ético es y si Mario puede ser considerado un personaje positivo por esto.
Odyssey se hizo popular entre los speedrunners, que podían completar la historia principal en unas pocas horas. Otro récord se estableció en 2021: se completó en 57 minutos, pero con el uso de errores en el juego. Despertó un gran interés entre los corredores de velocidad incluso antes de su lanzamiento, y los usuarios llegaban especialmente a las exhibiciones para batir récords de velocidad en la versión de demostración. Los errores descubiertos por los jugadores hicieron posible recibir numerosas recompensas o matar al protagonista usando su propia gorra.
Se produjeron muchas modificaciones amateurs para la entrega, cambiando la apariencia del héroe, añadiendo nuevos niveles o personajes; uno de esos mods reemplaza a Mario con su hermano Luigi. El conocido modder Kaze Emanuar lanzó un mod global para Super Mario 64, agregando ubicaciones de Odyssey al juego de Nintendo 64, incluidos niveles con mecánicas, incluido el lanzamiento de sombreros y el control de personajes no usuarios.

## Controversia

### Apropiación cultural
Tras su lanzamiento, algunos en línea expresaron su indignación por la representación de Mario con sombrero y poncho en la portada, calificándola de apropiación cultural. Nintendo respondió cambiándola para eliminar al personaje con sombrero, lo que generó un apoyo mixto por parte de los jugadores. Julie Muncy, editora de Wired, señaló que a pesar del mundo colorido y estilizado del universo de Mario, Mario Odyssey trata de manera informal las culturas extranjeras en un entorno desértico que presenta un cruce entre los estereotipos latinos e isleños del Pacífico. Mansi mencionó la parte en la que tiene que ponerse un sombrero y un poncho para acceder a un nivel oculto, comparándola con los ofensivos disfraces de Halloween. Varios otros sitios de noticias estadounidenses expresaron su indignación por la descripción de la tradición mexicana, calificándola de manifestación de racismo.
La reacción de las publicaciones de videojuegos en español/mexicanas, por otro lado, ha sido más positiva, expresando alegría por la representación de su cultura, el editor de MasGames admitió que Odyssey explota algunos estereotipos, pero vio Tostareña como homenaje a México y su civilización. Hobby Consolas expresó su indignación por la eliminación de Mario con el sombrero de la versión estadounidense de la portada, calificándolo como parte de la hostilidad hacia la cultura mexicana en los Estados Unidos.

### Acabar con los estereotipos de género
Mario Odyssey sigue la trama típica de la serie, en la que el personaje principal Mario se embarca en un viaje para salvar a la Princesa Peach del villano Bowser. Sin embargo, la historia termina con una escena en la que Peach rechaza la propuesta de matrimonio de Mario y Bowser después de que compiten entre sí sin tacto por el reconocimiento de la princesa. El final ha causado controversia entre algunos jugadores e internautas por diversos motivos. Algunos críticos estaban decepcionados con el comportamiento de Mario, mientras que otros estaban decepcionados con el comportamiento de la Princesa Peach. Algunos editores calificaron de traición sus acciones por rechazar la propuesta de matrimonio de Mario e intentar robar su barco después de que arriesgó su vida para salvarla. El comportamiento de Peach provocó una reacción de protesta entre algunos usuarios masculinos. En los foros de NeoGAF y Reddit, acusaron a los desarrolladores de complacer la ideología de SJW y el feminismo. El comportamiento de Mario en la escena final causó indignación entre otros, así como entre las editoras feministas de Feminist Freqency y New Normative. En su opinión, Mario, durante una discusión con Bowser, se permitió comportarse de manera ofensiva hacia Peach, dejando claro que la trataba como un trofeo de sus hazañas y no como un interés romántico. Por tanto, la reacción del personaje está completamente justificada.
Algunos editores han señalado que Mario Odyssey, al igual que los juegos anteriores de la serie, aborda el controvertido arquetipo de damisela en apuros. Esto también se aplica al propio Mario, que encarna el arquetipo del «caballero de brillante armadura», condenado a salvar para siempre con la esperanza de ganar su reconocimiento y lealtad. Se ha observado que es el primer título donde tanto la Princesa Peach como Mario expresaron su propia voluntad. Como lo expresó Ron Duvell, editor de Tech Buffalo, muchos jugadores estaban decepcionados de que «Nintendo te quita el control de tu personaje y te deja controlar tu propio destino por primera vez... y sí, la cagó totalmente». El editor de Destructoid expresó la esperanza de que Nintendo en el futuro abandone el paradigma popular donde Mario salva a Peach: en futuras entregas, Peach ya no será una pseudo-novia del protagonista, sino que se convertirá en una heroína capaz de realizar hazañas heroicas; Mario emprenderá aventuras con otros fines.

## Lectura adicional
- Sakai, Kazua; Kanmuri, Mika; Tasai, Yukari (2020). The Art of Super Mario Odyssey (en inglés). Katsuoshi Kudoh. ISBN 1506713750.